# Regnitz

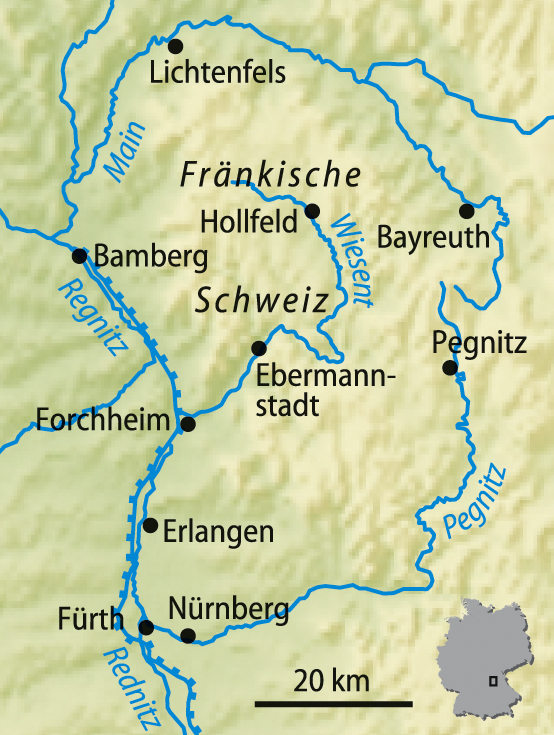
Regnitz este limita de vest a regiunii Fränkische Schweiz

Regnitz este un afluent cu lungimea de 59 km de pe stânga al Mainului în Bavaria, el se formează prin confluența lui Pegnitz (102 km) cu Rednitz (40 km) la Fürth, traversează localitățile Fürth, Erlangen, Möhrendorf, Baiersdorf, Hausen, Forchheim și Bamberg (Bischberg) unde se varsă în Main.

## Afluenți
Farrnbach,
Zenn (la Stadeln),
Gründlach (la Kleingründlach),
Kalkgraben,
Aurach (la Erlangen-Bruck),
Bimbach,
Röthelheimgraben,
Schwabach (la Erlangen),
Seebach (la Kleinseebach),
Schlangenbach,
Gemeindebrunnenbach,
Hirtenbach,
Wiesent (la Forchheim),
Rinniggraben (la Eggolsheim)
Aisch (la Trailsdorf),
Deichselbach (la Altendorf)
Reiche Ebrach (la Hirschaid),
Rauhe Ebrach (la nord-est de Pettstadt)
Aurach ((la nord de Pettstadt)
Zeegenbach ((la nord-est de Pettstadt).